# Trifun Zivanovic
Trifun Živanović (Servisch: Трифун Живановић) (Santa Monica, Californië, 17 april 1975) is voormalige kunstschaatser. Hij is in de Verenigde Staten geboren en kwam als wedstrijddeelnemer eerst voor dit land uit, later voor Servië uit, het vaderland van zijn vader.
Živanović was actief als individuele kunstschaatser en werd gecoacht door Mingzu Li. In 1999 en 2000 kwam hij voor de Verenigde Staten uit op het Viercontinentenkampioenschap waar hij 7e en 9e werd.

## Persoonlijke records
| records             | punten | datum      | toernooi      |
| ------------------- | ------ | ---------- | ------------- |
| Hoogste totaalscore | 170.62 | 24-10-2003 | Skate America |
| Hoogste korte kür   | 058.75 | 23-10-2003 | Skate America |
| Hoogste lange kür   | 111.87 | 24-10-2003 | Skate America |

## Belangrijke resultaten
| Kampioenschap                | 98/99 | 99/00 | 00/01 |  | 01/02 | 02/03 | 03/04 | 04/05 | 05/06 |
| ---------------------------- | ----- | ----- | ----- |  | ----- | ----- | ----- | ----- | ----- |
| Olympische Spelen            |       |       |       |  |       |       |       | 26e   |       |
| Wereldkampioenschap          | 16e   |       |       |  |       | 29e   | 30e   |       |       |
| Europees Kampioenschap       |       |       |       |  |       | 21e   | 17e   | 29e   |       |
| Viercontinentenkampioenschap | 7e    | 9e    |       |  |       |       |       |       |       |